# جاكسون بيلي
جاكسون بيلي (بالإنجليزية: Jackson Bailey)‏ هو مؤرخ أمريكي، ولد في 1925، وتوفي في 2 أغسطس 1996.